# Alexander Alexejewitsch Sisonenko

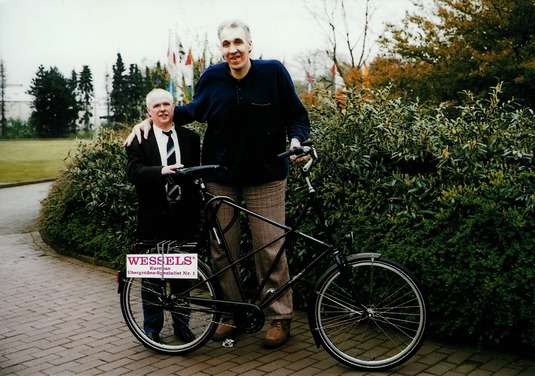
Alexander Sizonenko und Georg Wessels

Alexander Alexejewitsch Sisonenko (russisch Александр Алексеевич Сизоненко, ukrainisch Олександр Олексійович Сизоненко; * 20. Juli 1959 in Saporischschja, Ukrainische SSR; † 5. Januar 2012 in Sankt Petersburg, Russland) war ein sowjetischer Basketballspieler und zeitweilig der größte lebende Mensch.

## Leben und Wirken
Der in der Ukraine geborene Alexander Alexejewitsch Sisonenko litt wegen eines Hypophysen-Tumors unter einer Akromegalie, die ihn zeit seines Lebens weiter wachsen ließ, und wurde 1991 durch das Guinness-Buch der Rekorde als größter lebender Mensch anerkannt. Als Basketballspieler wurde Sisonenko Nationalspieler, bevor er 1986 seine Karriere wegen der Wachstumsstörung bereits beenden musste. Sisonenko kam 1976 nach Sankt Petersburg, das zu sowjetischer Zeit noch Leningrad hieß, und spielte für den ortsansässigen Klub und sowjetischen Vizemeister Spartak. 1978 reichte es zu einer weiteren Vizemeisterschaft, bevor Sisonenko nach Kuibyschew ging, wo er für den Verein Stroitel noch bis 1986 spielte, der sich jedoch nicht im Vorderfeld der sowjetischen Meisterschaft platzieren konnte. Sisonenko kam zu zwölf Einsätzen in der sowjetischen Nationalmannschaft, ohne sich dabei für einen Kader bei einer Meisterschaftsendrunde qualifizieren zu können. Der durch seine anhaltende Wachstumsstörung in seiner Mobilität und Agilität auf dem Spielfeld stark eingeschränkte Sisonenko musste dann bereits im Alter von 27 Jahren seine Karriere als Basketballer beenden. Er trug Schuhgröße 63.
Im Jahr 1988 hatte er einen Auftritt als Riese in Sieben auf einen Streich, einer Verfilmung des Märchens Das tapfere Schneiderlein. Im Jahr 1991 erkannte ihn das Guinness-Buch der Rekorde als größten lebenden Menschen mit einer gemessenen Körperlänge von 2,39 m an. Mit seiner 1987 geheirateten 1,74 m großen Ehefrau Swetlana, von der er sich später scheiden ließ, und seinem 1994 geborenen Sohn Alexander lebte Sisonenko anschließend in Sankt Petersburg. Sisonenko musste bald Rente beantragen, da seine Knochen und sein Herz seine Körpermasse nicht mehr tragen konnten. Er musste sich mit Stock fortbewegen, da im aufrechten Stand die Wirbelsäule seinen Körper nicht mehr hielt und er um ca. 11 cm eingedrückt wurde. Der von einer geringen Rente lebende Sisonenko erreichte gegen Ende seines Lebens im liegenden Zustand eine Körperlänge von über 2,40 m bei einem Gewicht von über 200 kg und bekam das Angebot durch Gunther von Hagens, gegen Entgelt zu seinen Lebzeiten seinen Körper nach seinem Tode plastinieren zu lassen. Sisonenko lehnte dieses Angebot ab. Er musste den Sommer 2011 nach einem Sturz und Komplikationen im Krankenhaus verbringen, bevor er im November 2011 noch einmal entlassen wurde und im Januar 2012 52-jährig in seiner Wohnung verstarb.